# Le Pertre
 Le Pertre  es una población y comuna francesa, situada en la región de Bretaña, departamento de Ille y Vilaine, en el distrito de Rennes y cantón de Argentré-du-Plessis.

## Demografía
| 1475 | 1376 | 1270 | 1335 | 1326 | 1361 |
| Para los censos de 1962 a 1999 la población legal corresponde a la población sin duplicidades (Fuente: INSEE [Consultar]) |      |      |      |      |      |